# Cleome limoneolens
Cleome limoneolens är en paradisblomsterväxtart som beskrevs av Macbride. Cleome limoneolens ingår i släktet paradisblomstersläktet, och familjen paradisblomsterväxter. Inga underarter finns listade i Catalogue of Life.